# Otto Heinrich Arnold
Otto Heinrich Arnold (* 23. April 1910 in Heidelberg; † 10. April 2000) war ein deutscher Mediziner.

## Werdegang
Arnold war Sohn des Richters Edgar Arnold und dessen Frau Marianne, geb. Knorr. Der von Richard Siebeck Geförderte trat zum 1. August 1930 in die NSDAP ein (Mitgliedsnummer 288.003) und gehörte von 1933 bis 1939 der SS an. 1939 war er noch Mitglied im NSDDB.
Er promovierte 1934 in Heidelberg, war von 1941 bis Januar 1943 an der Ostfront, bevor Siebeck ihn nach Heidelberg holte. Seit 1959 war Arnold Chefarzt der Medizinischen Klinik der Städtischen Krankenanstalten Essen. Er trieb die Zentrumsbildung mit Einrichtung von spezialisierten Abteilungen voran, die 1963 in die Erhebung des Krankenhauses zum Universitätsklinikum Essen mündete, dessen Direktor er 1963 wurde. 1978 wurde er emeritiert.
Nach Gründung der Ruhr-Universität Bochum war er Professor für Medizin. Schwerpunkt seiner Arbeit war die Kreislaufforschung.

## Ehrungen
- 1978: Großes Verdienstkreuz der Bundesrepublik Deutschland[4]